# Rachel McLish
Rachel McLish, geb. Raquel Livia Elizondo (* 21. Juni 1955 in Harlingen, Texas), ist eine US-amerikanische Bodybuilderin, Schauspielerin und Autorin.

## Leben
McLish besuchte die Pan American University in Edinburg, die sie im Jahr 1980 einen Abschluss als Sportlehrerin sowie mit einem Bachelor in Trainingsphysiologie und  Ernährungswissenschaft abschloss. In ihrer Studienzeit begann sie mit dem Bodybuilding. Nach ihrem Universitätsabschluss gründete sie mit einem Geschäftspartner mehrere Fitnessstudios, die sie im folgenden Jahr verkaufte.
Neben Lisa Lyon war McLish eine der ersten weiblichen Bodybuilder, die durch Wettkämpfe internationale Bekanntheit erreichten. 1980 gewann sie die US Bodybuilding Championships. Wenige Monate später wurde sie die erste Ms. Olympia, ein Erfolg, den sie 1982 wiederholen konnte. Im gleichen Jahr erzielte sie den ersten Platz in den World Pro Championships. 1999 wurde sie in die IFBB Hall of Fame aufgenommen.
Nach ihrer aktiven Bodybuilding-Karriere trat McLish in mehreren Filmen auf, veröffentlichte Fitness-Videos sowie zwei erfolgreiche Bücher über ihr Trainingskonzept, die in der Bestsellerliste der New York Times erschienen.
McLish lebt heute zusammen mit ihrem Mann, dem Filmproduzenten Ron Samuels, in Südkalifornien.

## Wettkampferfolge
- 1980 1. Platz US Bodybuilding Championship
- 1980 2. Platz Frank Zane Invitational
- 1980 1. Platz IFBB Ms. Olympia
- 1981 2. Platz IFBB Ms. Olympia
- 1982 1. Platz Pro World Championship
- 1982 1. Platz IFBB Ms. Olympia
- 1983 3. Platz Caesars World Cup
- 1984 2. Platz IFBB Ms. Olympia

## Filmografie (Auswahl)
- 1985 Pumping Iron II: The Women
- 1992 Die Asse der stählernen Adler (Aces: Iron Eagle III)
- 1996 Lautlos und tödlich (Raven Hawk)
- 2011 Ordinary Average Guys

## Werke
- Rachel McLish: Flex appeal by Rachel, New York 1984, Warner Books, ISBN 0446381055
- Rachel McLish, Joyce L Vedral: Perfect parts, New York 1987, Warner Books, ISBN 0446385344